# Pro-Música Brasil
Pro-Música Brasil (également abrégé PMB), anciennement l'Associação Brasileira dos Produtores de Discos (ABPD), est une association qui défend les intérêts de l'industrie musicale au Brésil. Elle est également le hit-parade officiel dans le pays.

## Histoire

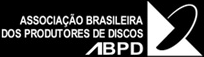
Ancien logo de l'ABPD.

L'objectif de Pro-Música Brasil, en tant qu'association représentant les labels discographiques au Brésil, est de concilier les intérêts des organisations avec ceux des auteurs, des interprètes, des musiciens, des producteurs et des éditeurs de musique, de défendre collectivement et institutionnellement les droits et les intérêts communs de ses membres, de lutter contre le piratage et de promouvoir des enquêtes statistiques et des recherches sur le marché de la musique.
Elle est également responsable des études de marché, des statistiques et des données sur les ventes de l'industrie musicale au Brésil, ainsi que de la délivrance des certificats autorisant les maisons de disques à remettre aux interprètes de chansons des disques spéciaux (disques d'or, de platine, de platine multiple, de diamant et de diamant multiple), en raison de l'importance des volumes vendus.
L'ABPD, dont le siège est à Rio de Janeiro, est fondée en avril 1958 et est affiliée à l'IFPI, qui regroupe environ 1 400 labels discographiques dans 76 pays,. Afin de fournir des licences pour d'autres médias, l'ABPD crée en 1995 l'ABLF (Association brésilienne de licences phonographiques) et l'APDIF (Association pour la protection des droits intellectuels phonographiques), dont l'objectif est de lutter contre la diffusion et le profit non autorisés d'enregistrements musicaux. 
En 2016, l'ABPD est renommée Pro-Música Brasil.

## Affiliés
Les compagnies musicales associées avec l'ABPD en 2009 incluent : EMI, Microservice Tecnologia Digital, MK Music, Paulinas, Record Produções e Gravações, Ltda. (Line Records,, New Music), Som Livre, Sony Music, Universal Music Group, Walt Disney Records, et Warner Music Group.

## Certifications
Pro-Música Brasil met à disposition tous les certificats des disques d'or, de platine, de multiple platine, de diamant et de multiple diamant pour les recherches. L'association certifié des disques depuis 1990, à la demande de ses labels membres.
Et depuis novembre 2008, l'organisation commence à récompenser les produits numériques, qui sont des téléchargements sur internet, et les sonneries, qui sont des ventes effectuées par téléphone mobile. Vous pouvez consulter toutes les récompenses sur son site officiel.
Depuis 2017, les certifications pour les ventes numériques sont fusionnées avec celles des ventes physiques selon les règles suivantes : Pour la certification des albums, les téléchargements numériques d'albums complets sont égaux à une vente d'album physique. Les téléchargements numériques payants de singles de l'album sont également pris en compte pour la certification, dix téléchargements de singles équivalant à une vente d'album. Pour les flux audio et vidéo d'un ou plusieurs titres de l'album, 5 000 flux équivalent à un album. La certification des singles est basée sur les téléchargements numériques. Pour les flux audio et vidéo, 500 flux équivalent à un téléchargement. Le décompte des certifications d'albums et de singles est le même que celui accordé précédemment aux CD. 

### Artistes brésiliens

#### CD
| Certification  | Jusqu'en 2003 | 2004-2005 | 2006-2009 | Depuis 2010 |
| -------------- | ------------- | --------- | --------- | ----------- |
| Or             | 100 000       | 50 000    | 50 000    | 40 000      |
| Platine        | 250 000       | 125 000   | 100 000   | 80 000      |
| Double platine | 500 000       | 250 000   | 200 000   | 160 000     |
| Triple platine | 750,000       | 375,000   | 300,000   | 240,000     |
| Diamant        | 1,000 000     | 500 000   | 500 000   | 300 000     |

#### DVD
| Certification  | Jusqu'en 2005 | Depuis 2006 |
| -------------- | ------------- | ----------- |
| Or             | 25 000        | 25 000      |
| Platine        | 50 000        | 50 000      |
| Double platine | —             | 100 000     |
| Triple platine | —             | 150 000     |
| Diamant        | 100 000       | 250 000     |

#### Téléchargements
| Certification | Actuellement[Quand ?] |
| ------------- | --------------------- |
| Or            | 50,000                |
| Platine       | 100,000               |
| Diamant       | 500,000               |

### Artistes internationaux

#### CD
| Certification  | Jusqu'en 2000 | 2001-2005 | 2006-2009 | Depuis 2010 |
| -------------- | ------------- | --------- | --------- | ----------- |
| Or             | 100 000       | 50 000    | 30 000    | 20 000      |
| Platine        | 250 000       | 125 000   | 60 000    | 40 000      |
| Double platine | 500 000       | 250 000   | 120 000   | 80 000      |
| Triple platine | 750 000       | 375 000   | 180 000   | 120 000     |
| Diamant        | 1 000 000     | 500 000   | 250 000   | 160 000     |

#### DVD
| Certification  | Jusqu'en 2005 | Depuis 2006 |
| -------------- | ------------- | ----------- |
| Or             | 25 000        | 15 000      |
| Platine        | 50 000        | 30 000      |
| Double platine | —             | 60 000      |
| Triple platine | —             | 90 000      |
| Diamant        | 100 000       | 125 000     |

#### Téléchargements
| Certification | Actuellement[Quand ?] |
| ------------- | --------------------- |
| Or            | 50 000                |
| Platine       | 100 000               |
| Diamant       | 500 000               |